# Yersinia
Yersinia é um gênero de bactérias. Algumas espécies de Yersinia causam infecções no ser humano. Estas são zoonóticas (são transmitidas entre o Homem e outras espécies de animais). No entanto, há casos em que o homem se torna num hospedeiro acidental.
Hoje em dia são conhecidas cerca de 10 espécies dentro deste género, sendo 3 delas potencialmente patogénicas: Y. pestis, Y. enterocolitica e Y. pseudotuberculosis. Bacilo gram negativo, flagelado, com cápsula.

## Transmissão
A peste negra é primariamente uma doença de roedores (ratos), e entre eles a transmissão ocorre por contacto directo ou através das pulgas que neles se alimentam. Esta doença pode alastrar-se a outras espécies animais através da cadeia alimentar. A transmissão nos humanos ocorre por contacto com os roedores infectados ou através da picada de uma pulga contaminada. Normalmente a transmissão entre humanos não se dá, a menos que o indivíduo infectado tenha um envolvimento pulmonar.

## Patogenia
A bactéria atravessa a pele através de uma lesão que possa existir, sendo normalmente o local da picada da pulga.  De seguida, a bactéria vai acumular-se nos nódulos linfáticos locais, onde se irá multiplicar, desenvolvendo-se também no tubo digestivo. Em 90% dos casos, a infecção pela Y. pestis resulta numa infecção bubónica. Neste tipo de infecção o tempo de incubação é de 7 dias após o contacto com a bactéria.
Os sintomas são: febre, observando-se nódulos linfáticos edemaciados e hemorrágicos (bubões) de um tom azulado/negro. Quando não sujeito a tratamento, cerca de ¾ dos doentes morre por septicemia. Nos restantes casos, a infecção pode afectar os pulmões, sendo o tempo de incubação apenas de 2/3 dias. Neste tipo de infecções o doente é altamente contagioso por via aérea. Os sintomas são: febre, mal-estar, e lesão pulmonar. Quando não sujeitos a terapia, cerca de 80% dos casos são fatais.
Além do tratamento sintomático, há ainda administração de antibióticos tais como: estreptomicina, tetraciclina e cloramfenicol nos casos de meningite. Em casos de infecções pulmonares, o doente deverá estar em quarentena pelo menos 6 dias. O agente patogénico deve ser identificado através de cultura e pesquisa microscópica do sangue extraído de um bubão.